# Resolutie 2149 Veiligheidsraad Verenigde Naties
Resolutie 2149 van de Veiligheidsraad van de Verenigde Naties werd op 10 april 2014 met unanimiteit van stemmen aangenomen door de VN-Veiligheidsraad. De resolutie richtte op vraag van de Centraal-Afrikaanse Republiek en op aanbevelen van de secretaris-generaal de MINUSCA-vredesmacht op voor dat land.

## Achtergrond
Al sedert de onafhankelijkheid van Frankrijk in 1960 wordt de CAR geplaagd door staatsgrepen en geweld. Toen rebellen in 2003 de macht grepen, begonnen drie onder de naam Unie van Democratische Krachten voor Eenheid (UFDR) verenigde rebellenbewegingen een oorlog tegen hen. In 2007 werd een vredesakkoord getekend en in 2009 vormden ze samen een regering.
Eind 2012 brak opnieuw rebellie uit, deze keer tegen een coalitie van groeperingen die zich Sekela-coalitie noemde. Deze coalitie bestond uit de UFDR, de Conventie van Patriotten voor Gerechtigheid en Vrede (CPJP) en een aantal kleinere bewegingen. De regering vroeg internationale hulp, maar dit werd geweigerd.  Op 11 januari 2013 werd een vredesakkoord getekend, waarbij de eerste minister werd vervangen door een oppositielid.
Op 24 maart 2013 had een coalitie van rebellen genaamd Seleka de macht gegrepen, wat internationaal veroordeeld werd. Dus werd een overgangsraad opgericht die het land tijdelijk moest besturen. Onderwijl vergleed de CAR in chaos en had de overheid buiten de hoofdstad geen enkel gezag meer.

## Inhoud
De MISCA-vredesmacht van de Afrikaanse Unie en de Franse troepen in de Centraal-Afrikaanse Republiek hadden een belangrijke rol gespeeld bij het beschermen van de bevolking en het voorkomen van ernstige schendingen van het internationaal recht. Desondanks werden de mensenrechten op grote schaal met de voeten getreden door Seleka-groepen en milities; en de zogeheten Anti-Balaka in het bijzonder. De situatie in het land was een voedingsbodem voor internationale misdaad, wapenhandel, de inzet van huurlingen en radicale netwerken. Ook was de humanitaire situatie precair en waren er meer dan 760.000 vluchtelingen, waarvan 300.000 in buurlanden.
Op 1 april 2014 had de Europese Unie beslist de tijdelijke operatie EUFOR RCA naar de CAR te sturen om MISCA bij te staan. De EU had ook besloten om financieel bij te dragen aan de AU-missie. Het politieke proces moest versneld worden, en voor maart 2015 moesten verkiezingen worden gehouden. Strijders moesten ontwapend worden en buitenlandse strijders gerepatrieerd. De internationale gemeenschap werd opgeroepen de overgangsregering van de CAR te helpen met het versterken van haar politiemacht en grenscontrole en het ontwapenen van strijders, en ook financieel te steunen.
Op 27 januari 2014 had de minister van buitenlandse zaken van de CAR – sedert 20 januari 2014 geleid door president Catherine Samba-Panza en premier André Nzapayéké – een brief gestuurd met de vraag om een VN-vredesmacht in zijn land om het te stabiliseren en de bevolking te helpen. Ook in een brief op 17 februari 2014 vroeg de voorzitter van de Afrikaanse Unie onder meer om internationale ondersteuning voor de MISCA-vredesmacht. De secretaris-generaal van de Verenigde Naties beval in zijn rapport meer steun aan MISCA en de oprichting van een VN-vredesmacht aan.
De Veiligheidsraad besliste de VN-Multidimensionele Geïntegreerde Stabilisatiemissie in de CAR (MINUSCA) op te richten voor een initiële periode tot 30 april 2015. Het BINUCA-kantoor, dat reeds in het land actief was, moest in die missie worden geïntegreerd. Ook moesten zoveel mogelijk bestaande MISCA-eenheden en BINUCA's bewakingseenheid worden opgenomen. Op 15 september 2014 moest MINUSCA 10.000 militairen, 240 militaire waarnemers, 200 officieren, 1400 politiemanschappen, 400 politie-agenten en 20 cipiers tellen. Op die datum zouden de taken van MISCA worden overgedragen aan MINUSCA. Tot dan kreeg MINUSCA's civiele component de volgende prioritaire taken:
a. Het beschermen van de bevolking.
b. Het overgangsproces ondersteunen, het staatsgezag helpen vergroten en de territoriale integriteit behouden.
c. De levering van noodhulp ondersteunen.
d. VN-personeel en -materieel beschermen.
e. Mee toezien op de mensenrechten.
f. De ordehandhaving en justitie mee versterken en helpen met het berechten van de verantwoordelijken van oorlogsmisdaden.
g. Helpen met de ontwapening en herintegratie of repatriëring van strijders.
Met daarnaast nog volgende taken wanneer nodig:
a. De hervorming van leger en politie ondersteunen door onder meer advies en opleiding te verschaffen.
b. Internationale hulp coördineren.
c. Het comité dat toeziet op de sancties onder meer van informatie voorzien.
d. Mee toezien op deze sancties.
e. Verboden wapens in beslag nemen.
De missie kreeg ook toestemming om op plaatsen waar geen leger of politie actief waren op tijdelijke en uitzonderlijke basis de nodige maatregelen te nemen om de orde te handhaven en straffeloosheid te bestrijden.
De secretaris-generaal werd gevraagd binnen de maand een status of forces-akkoord te sluiten met de CAR. Men betreurde voorts het geldtekort bij de noodhulpverlening en riep de lidstaten op om het geld dat ze bij donorconferenties hadden toegezegd daadwerkelijk over te maken. Ten slotte kreeg Frankrijk toestemming om zijn eigen troepen in de CAR te houden zolang MINUSCA's mandaat liep.

## Verwante resoluties
- Resolutie 2127 Veiligheidsraad Verenigde Naties (2013)
- Resolutie 2134 Veiligheidsraad Verenigde Naties
- Resolutie 2181 Veiligheidsraad Verenigde Naties
- Resolutie 2196 Veiligheidsraad Verenigde Naties (2015)

Lijst ·  2133 ·  2134 ·  2135 ·  2136 ·  2137 ·  2138 ·  2139 ·  2140 ·  2141 ·  2142 ·  2143 ·  2144 ·  2145 ·  2146 ·  2147 ·  2148 ·  2149 ·  2150 ·  2151 ·  2152 ·  2153 ·  2154 ·  2155 ·  2156 ·  2157 ·  2158 ·  2159 ·  2160 ·  2161 ·  2162 ·  2163 ·  2164 ·  2165 ·  2166 ·  2167 ·  2168 ·  2169 ·  2170 ·  2171 ·  2172 ·  2173 ·  2174 ·  2175 ·  2176 ·  2177 ·  2178 ·  2179 ·  2180 ·  2181 ·  2182 ·  2183 ·  2184 ·  2185 ·  2186 ·  2187 ·  2188 ·  2189 ·  2190 ·  2191 ·  2192 ·  2193 ·  2194 ·  2195